# Förrädarens guld
Förrädarens guld (originaltitel: Predator's Gold) är den andra delen av De vandrande städerna, en bokserie av Philip Reeve.

## Handling
Boken utspelar sig två år efter händelserna i De vandrande städerna.

## Mottagande
Tidskriften Kirkus Reviews har givit en stjärnmärkt recension till två av böckerna, Förrädarens guld och Där världen slutar.